# Semnoni
Semnoni (njem. Semnonen) bili su germansko pleme koje se u 1. stoljeću naselilo na području između rijeke Elbe (Labe) i Odre. Tacit ih u svojoj knjizi Germanija opisuje kao "najstariji" ogranak naroda Sveva, sklon "jezivim" ritualima u kojima se prinose ljudske žrtve. U 2. stoljeću su se preselili na jug i stopili s Alemanima, te se u rimskim izvorima navode kao Juthungi.